# Sulfid rhenistý
Sulfid rhenistý je chemická sloučenina s vzorcem Re2S7. Lze jej připravit reakcí rhenistanů se sulfanem v prostředí kyseliny chlorovodíkové.

## Příprava
Sulfid rhenistý lze připravit zahříváním kovového rhenia se sírou nebo oxidu rhenistého se sulfanem:
2 Re + 7 S → Re2S7
Re2O7 + 7 H2S → Re2S7 + 7 H2O
Sulfid rhenistý lze připravit i reakcí rhenistanu se sulfanem:
2 KReO4 + 7 H2S + 2 HCl → Re2S7 + 2 KCl + 8 H2O

## Reakce
Kalcinací na 600 °C ve vakuu se rozkládá na sulfid rheničitý a síru:
Re2S7 → 2 ReS2 + 3 S
Zahříváním na vzduchu ho lze převést na oxid:
2 Re2S7 + 21 O2 → 2 Re2O7 + 14 SO2